# Waldhausen im Strudengau
Waldhausen im Strudengau – gmina targowa w Austrii, w kraju związkowych Górna Austria, w powiecie Perg. Liczy 2899 mieszkańców (1 stycznia 2015).